# المدرسة الصادقية

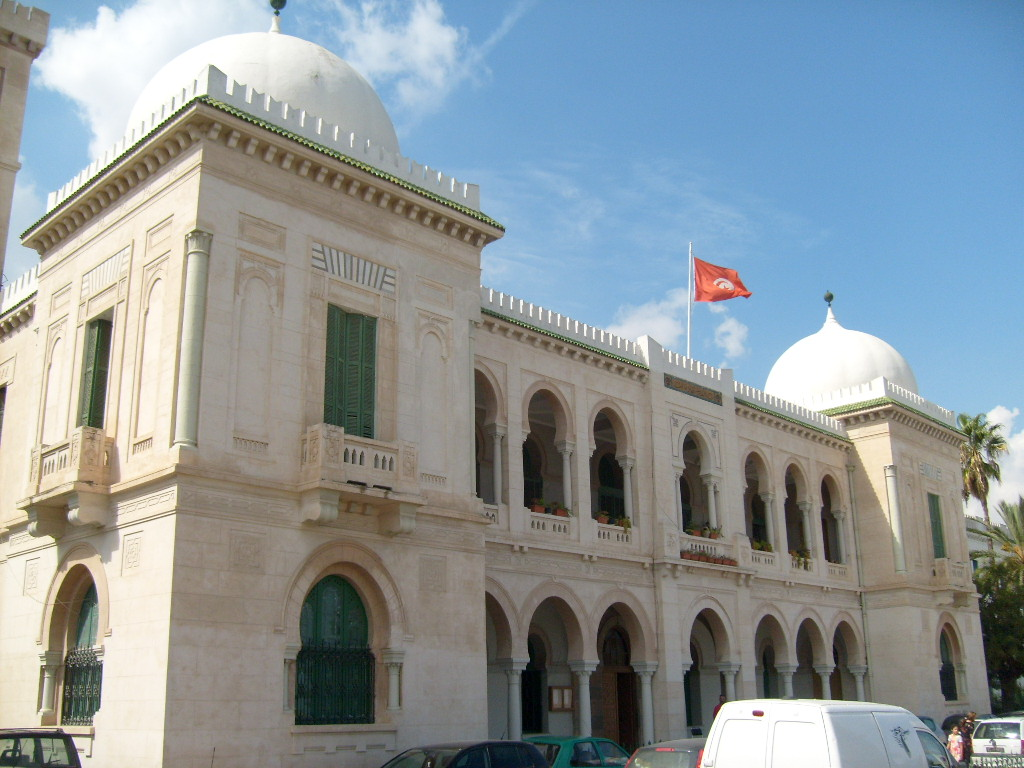
المدرسة الصادقية

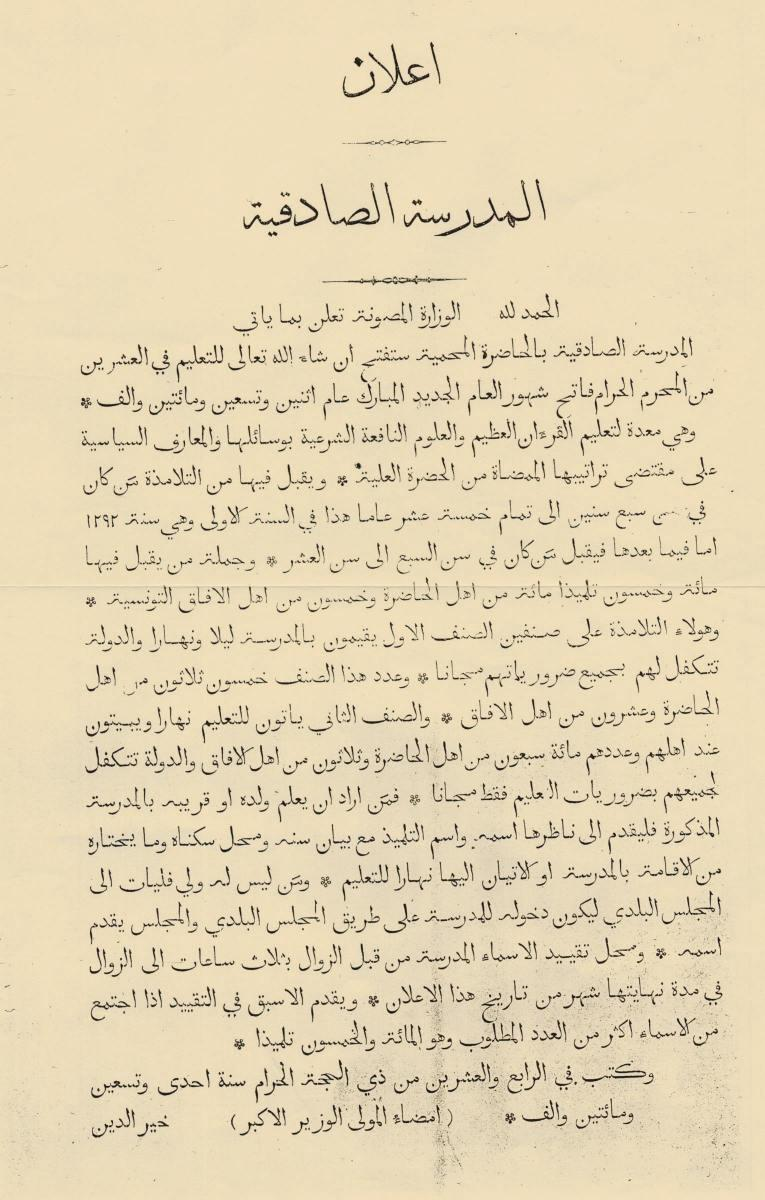
إعلان فتح المدرسة الصادقية بتاريخ

المدرسة الصادقية أسسها خير الدين التونسي في سنة 1875. وتعد أول مدرسة ثانوية عصرية في البلاد التونسية جاءت لتعاضد مجهود المدرسة الزيتونية في نشر العلم. وقد تخرج من الصادقية جل القيادات والشخصيات السياسية التونسية هامة كالرئيس الحبيب بورقيبة والقاضي محمد بن عمار والوزير أحمد بن صالح والكاتب محمود المسعدي ورئيس المجلس التأسيسي مصطفى بن جعفر و غيرهم.
هذه المدرسة التي وضعت برامج عصرية، متفتحة على العالم، وطرق تدريس ثرية، متنوعة، وحديثة، ضمت إلى جانب اللغة العربية اللغات الأجنبية كالتركية والإيطالية والفرنسية والعلوم الصحيحة كالرياضيات.